# 吉野建
吉野 建（よしの たてる、1952年8月10日 - ）は、日本の料理人、フランス料理のシェフ。日本やフランスで複数の店舗を経営するオーナーシェフである。鹿児島県出身。

## 経歴
- 1979年渡仏し、当時ジョエル・ロブションが率いたパリ「ジャマン」をはじめ、数々のフランス料理店で修業[1]。
- 1984年、いったん日本に戻り、1989年小田原に「ステラマリス」を開店[1]。
- 1997年、再渡仏。パリの凱旋門近くに「STELLA MARIS」を開店[1]。
- 2003年より東京に「tateru yoshino」をオープン。芝・汐留・銀座の3店舗を展開する[1]。
- 2005年より、和歌山に「hotel de YOSHINO」をオープン[1]。
- 2006年、フランス版ミシュランで星を獲得[1]。
- 2007年スイス・ダボス会議にて料理を担当[1]。
- 2010年より、香川県直島にある「ベネッセハウス」内レストラン「海の星」をプロデュース[1]。
- 2010年、フランス政府より農事功労章 (Ordre du Mérite agricole) シュヴァリエを贈られる[2]。
- 2011年、東京・広尾に「La TORTUE」(フランス語で亀の意味）をオープン[1]。
- 2011年発表のフランスにおける国家最優秀職人章（Meilleur Ouvrier de France, MOF）審査員をアジア人として初めて務める[1]。
- 2011年7月、日本のクルーズ客船「飛鳥II」のゲストシェフを務める[1]。
- 2013年4月、毎年ベルギーにて行われるiTQi（国際味覚審査機構）による ｢Superior Taste Award（優秀味覚賞）｣の審査員を務める[1]。
- 2013年7月、16年営んできたパリの「STELLA MARIS」を閉店[1]。